# Udmurten

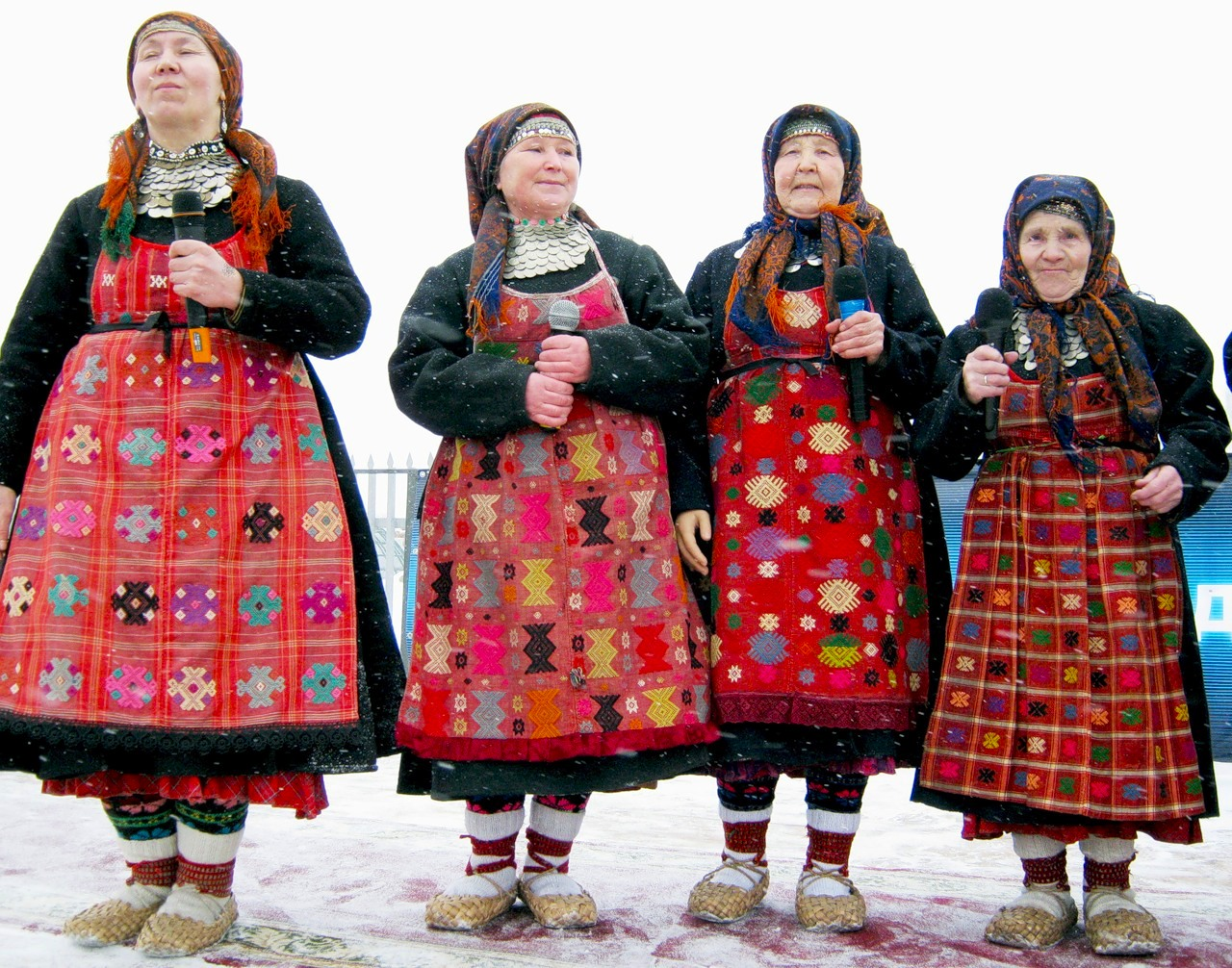
Die Gesangsgruppe Buranowskije Babuschki in udmurtischer Tracht

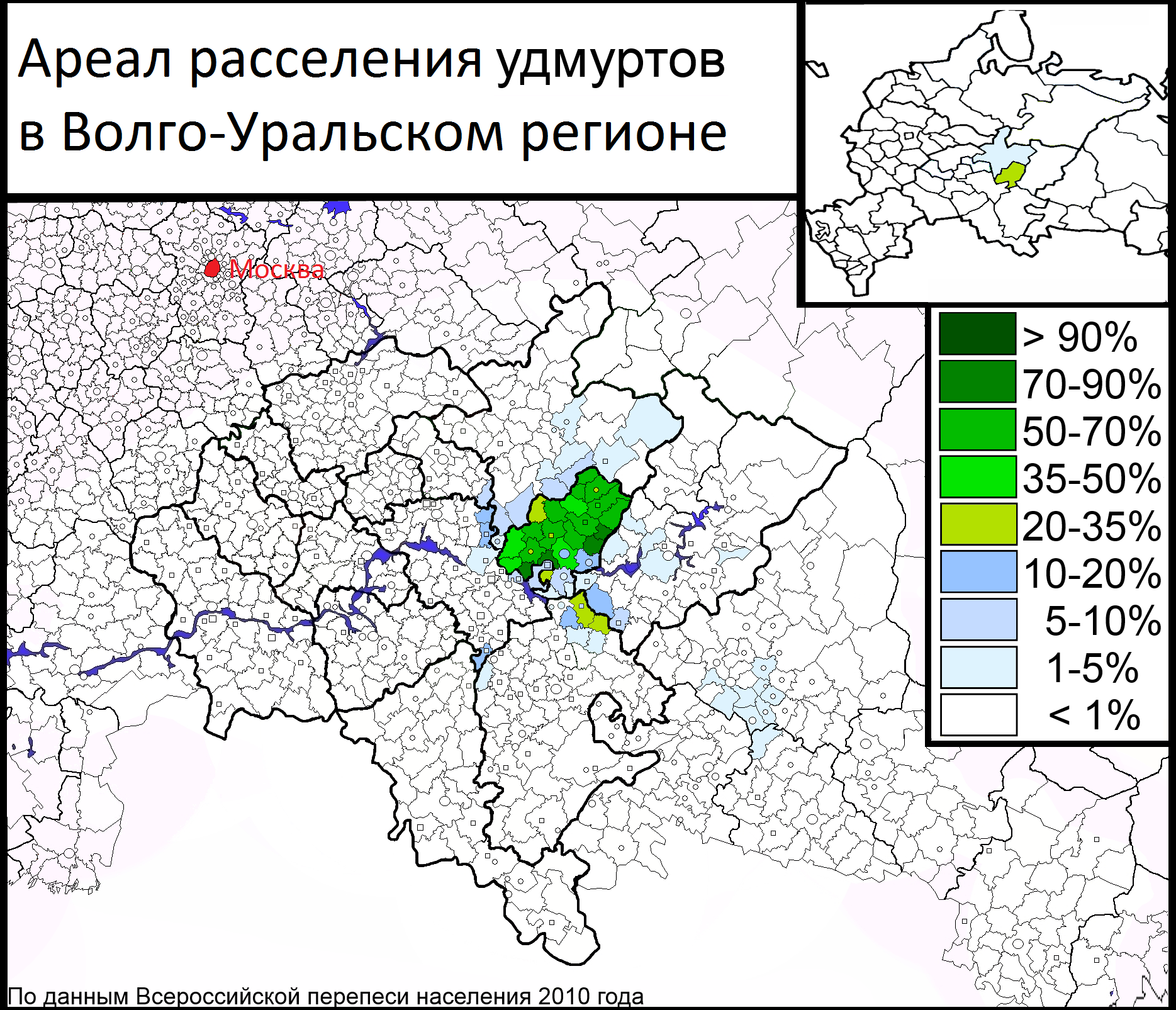
Gebiete mit hohem udmurtischem Bevölkerungsanteil in Russland 2010

Die Udmurten (veraltet auch Wotjaken, Eigenbezeichnung удмурт) sind ein finno-ugrisches Volk, das zu etwa 91 % in der Republik Udmurtien lebt. Bei der Volkszählung 2002 bekannten sich rund 637.000 Menschen zu einer udmurtischen Nationalität. Die Udmurten zerfallen in die beiden Hauptgruppen der Watka und Kalmes.

## Geschichte
Die den Komi nahestehenden Udmurten standen schon früh in engem Kontakt zu den Wolgabulgaren, deren Einfluss vor allem in der Sprache deutliche Spuren hinterlassen hat. Im 13. Jahrhundert kamen sie zunächst unter tatarische Herrschaft, bis sie von Iwan IV. 1552 Russland unterworfen wurden. Der russischen Herrschaft und der damit einhergehenden Christianisierung haben sich die Udmurten bis ins 18. Jahrhundert widersetzt.

## Sprache und Identität
Obwohl 464.000 Udmurten angaben, Udmurtisch zu sprechen, herrscht im Alltag das Russische vor. Inzwischen entwickelt sich aber auch ein finno-ugrisches udmurtisches Nationalbewusstsein. Udmurtische Vertreter nehmen am Finnisch-Ugrischen Weltkongress teil. Aschaltschi Oki schrieb udmurtische Gedichte, übersetzte Werke Alexander Puschkins und Heinrich Heines ins Udmurtische und schrieb Erzählungen für Kinder. Margarita Iwanowa machte mit populärwissenschaftlichen Büchern in udmurtischer und russischer Sprache die eigenständige Kultur der Udmurten bekannt und förderte das udmurtische Selbstbewusstsein.
Im Vergleich zu anderen Volksgruppen der Region kommen rote Haare unter Udmurten häufig vor, was als Identifikationsmerkmal herangezogen wird.

## Gesellschaft
Die udmurtische Gesellschaft ist matrilinear organisiert (mutterrechtlich).

## Küche
Ein traditionelles Gericht sind Pelmeni.

## Religion
Die Mehrheit der Udmurten bekennt sich heute zum Orthodoxen Christentum. Neben einer sunnitisch-muslimischen Minderheit gibt es auch Anhänger des nordasiatischen Animismus.